# Route nationale 101 (France)
Pour les articles homonymes, voir N101 (homonymie) et Route nationale 101.
La route nationale 101, ou RN 101, était une route nationale française. Il s'agit d'une courte liaison longue d'un kilomètre, située à l'est de Remoulins dans le département du Gard.
Elle reliait entre elles les RN 86 et RN 100 pour faciliter l'accès vers l'autoroute A 9 au niveau de l'échangeur de Remoulins (no 23).
À la suite du décret du 5 décembre 2005, elle a été déclassée en RD 6101.
Avant la réforme de 1972, la RN 101 reliait Pont-Saint-Esprit au col de la Tourette, constituant une liaison entre le couloir rhodanien et Mende. Elle a été déclassée en RD 901 sauf entre Saint-Paul-le-Jeune et Les Avenas où le tronc commun avec la RN 104 a été renommé RD 104 et dans la traversée de Villefort où le tronc commun avec la RN 106 a été renommé RD 906.

## Ancien tracé de Pont-Saint-Esprit au col de la Tourette

### Ancien tracé de Pont-Saint-Esprit aux Vans
- Pont-Saint-Esprit D 901 (km 0)
- Garidel, commune de Saint-Julien-de-Peyrolas (km 6)
- Laval-Saint-Roman (km 11)
- Pierrebrune, commune d'Issirac (km 15)
- Barjac (km 29)
- Saint-Sauveur-de-Cruzières (km 37)
- Saint-André-de-Cruzières D 901 (km 41)
- Saint-Paul-le-Jeune D 104 (km 48)
- Les Avelas, commune de Banne D 901 (km 52)
- Les Vans D 901 (km 61)

### Ancien tracé des Vans au col de la Tourette
- Les Vans (km 61)
- Folcheran, commune de Gravières (km 66)
- Col du Mas-de-l'Ayre (846 m)
- Villefort (km 85)
- Castanet, commune de Pourcharesses (km 88)
- Altier (km 96)
- Col des Tribes (1 130 m)
- Le Bleymard (km 113)
- Bagnols-les-Bains (km 122)
- Sainte-Hélène
- Col de la Tourette (844 m) (km 133)